# Віконниці

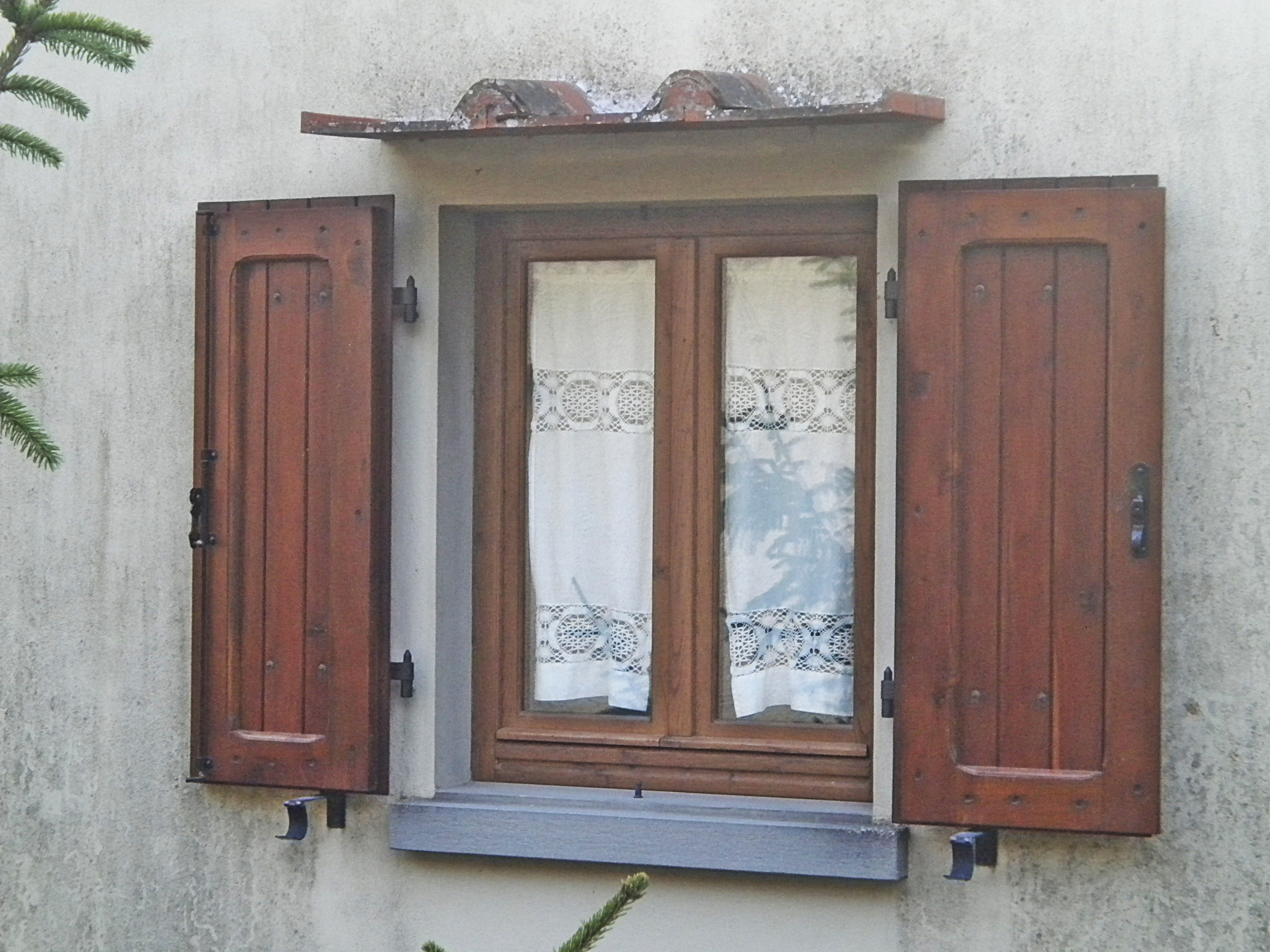
Віконниці сільського будинку. Віллоре, муніципалітет Віккьо, Італія

Віко́нниці — непрозорі щитки для прикривання вікна. Особливо широко використовувалися до винаходу віконного скла, але ще продовжують застосовуватися. Можуть мати різну конструкцію. Колись їх робили здебільшого з дерева, зараз для їхнього виготовлення використовують багато сучасних матеріалів — пластик, тоноване скло, а також щільну тканину.
У деяких типах будов віконниці є таким же звичайним елементом будинку, як і двері.

## Функції віконниць
- Захист від сонячного світла.

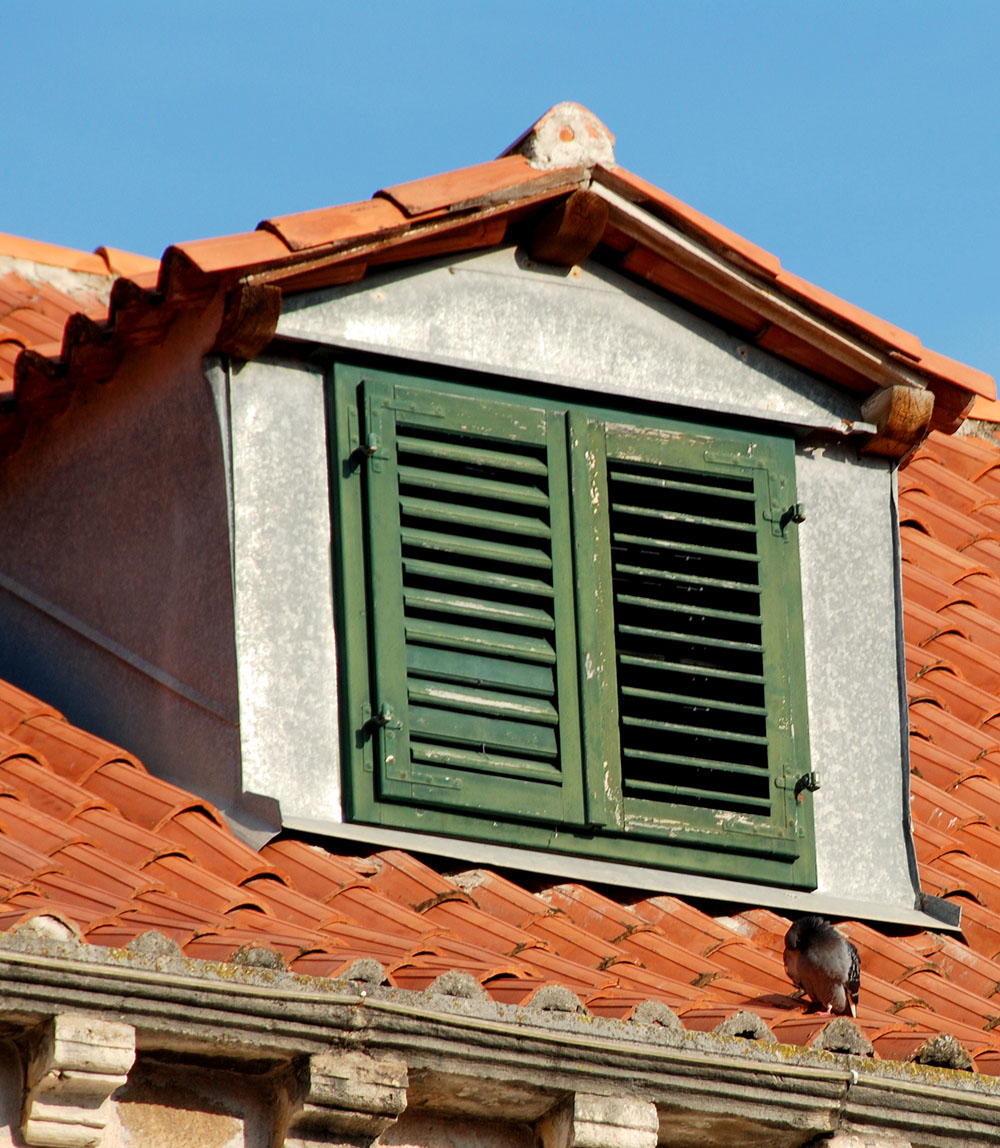
Віконниці-жалюзі на люкарні. Дубровник

- Захист від непогоди (зливи, граду).
- Запобігання стороннім поглядам.
- Захист від незаконного проникнення у приміщення.
- Захист шибок від пошкоджень.
- Естетика — оздоблені віконниці поліпшують зовнішній вигляд будівлі.
- Для затемнення світла в приміщеннях під час артилерійського обстрілу й авіаційного бомбардування.

## Різновиди віконниць

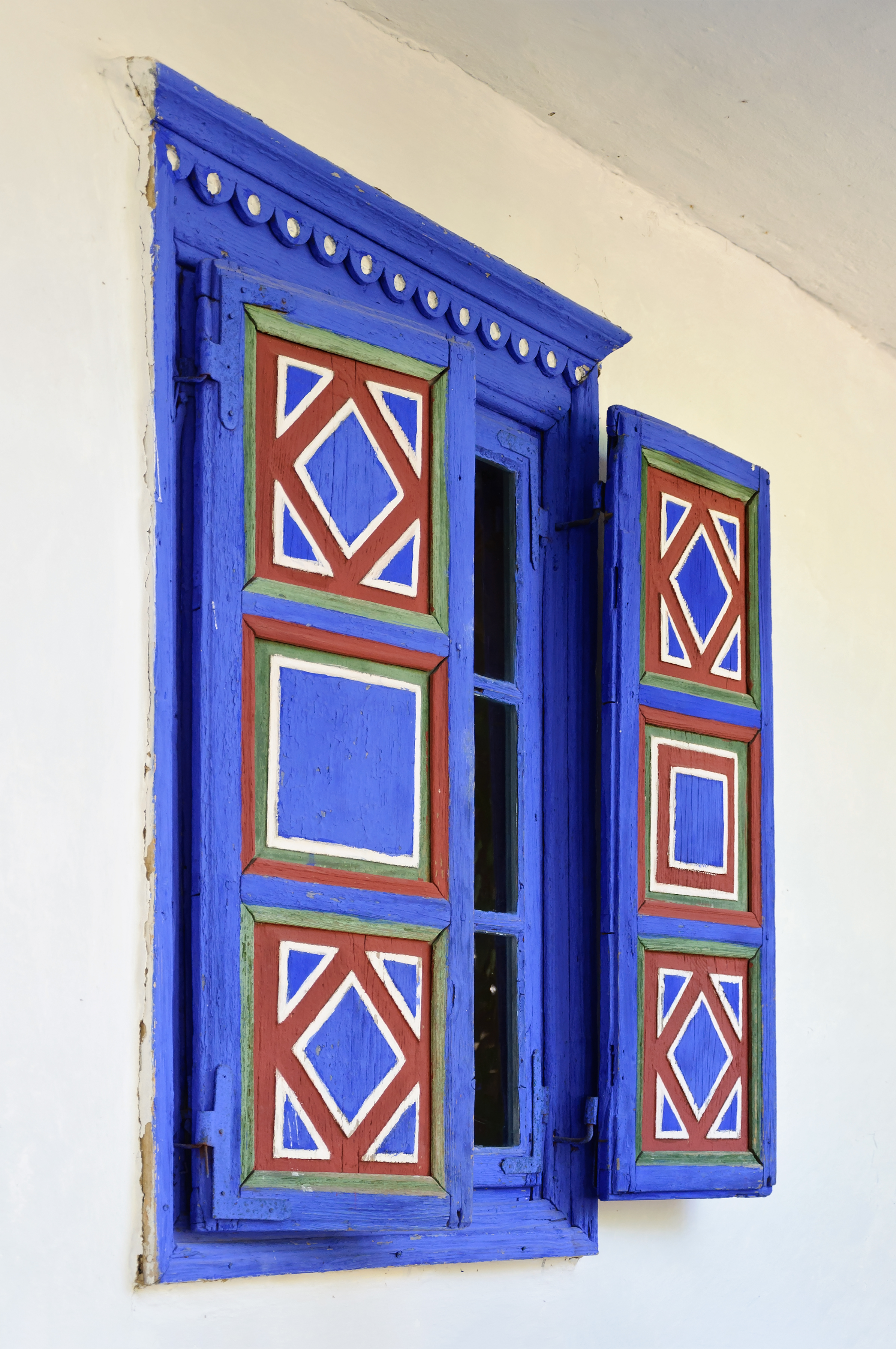
Оздоблені віконниці з села Журіловка. Музей Села, Бухарест

- Суцільні віконниці — мають вигляд щитків з дощок, фанери, листів металу, пластику, скловолокна.
- Віконниці-жалюзі — складаються з нерухомих (рідше рухомих) металевих штаб, дерев'яних або пластикових планок, розташованих горизонтально унапусток, на зразок жалюзі. Помітні щілини між планками не перешкоджають доступу повітря, але слугують захистом від прямого сонячного проміння і несанкціонованого проникнення у приміщення.

### Зовнішні віконниці
Зовнішні віконниці кріпляться до рам зі внутрішнього боку і відчиняються назовні. Вони можуть бути як суцільними, виконаними у вигляді панелей з дерева, пластику, тонованого скла, так і ґратчастими — у вигляді жалюзі з окремих планок. Складаються з одної або двох стулок. Механізм відкривання віконниць може бути різним — стульчастим, коли вони відчиняються вбік, або піднімним — коли вони підіймаються вгору, в цьому разі висоту відкриття можна регулювати. Звичайний матеріал для них — міцне дерево (дуб, кедр, тик), але останнім часом часто використовується ПВХ. Зачинені віконниці фіксуються за допомогою прого́нича — металевого стрижня-засува (на початку 1920-х це слово стали вживати як синонім до «болт»). Такі віконниці можуть виконувати й чисто декоративну функцію, не використовуючись за призначенням.
Різновидом зовнішніх віконниць є так звані «ураганні віконниці» (англ. hurricane shutters). Вони в ужитку в місцевостях, де часто трапляються урагани. Такі віконниці повинні мати особливо міцну конструкцію: для їхнього виготовлення використовують дерево, скловолокно, алюміній, залізо, а також спеціальний пластик з високою опірністю ударам. Їх обладнують спеціальними механізмами з електроприводом, що уможливлює швидко зачинити й відчинити віконниці.

### Внутрішні віконниці

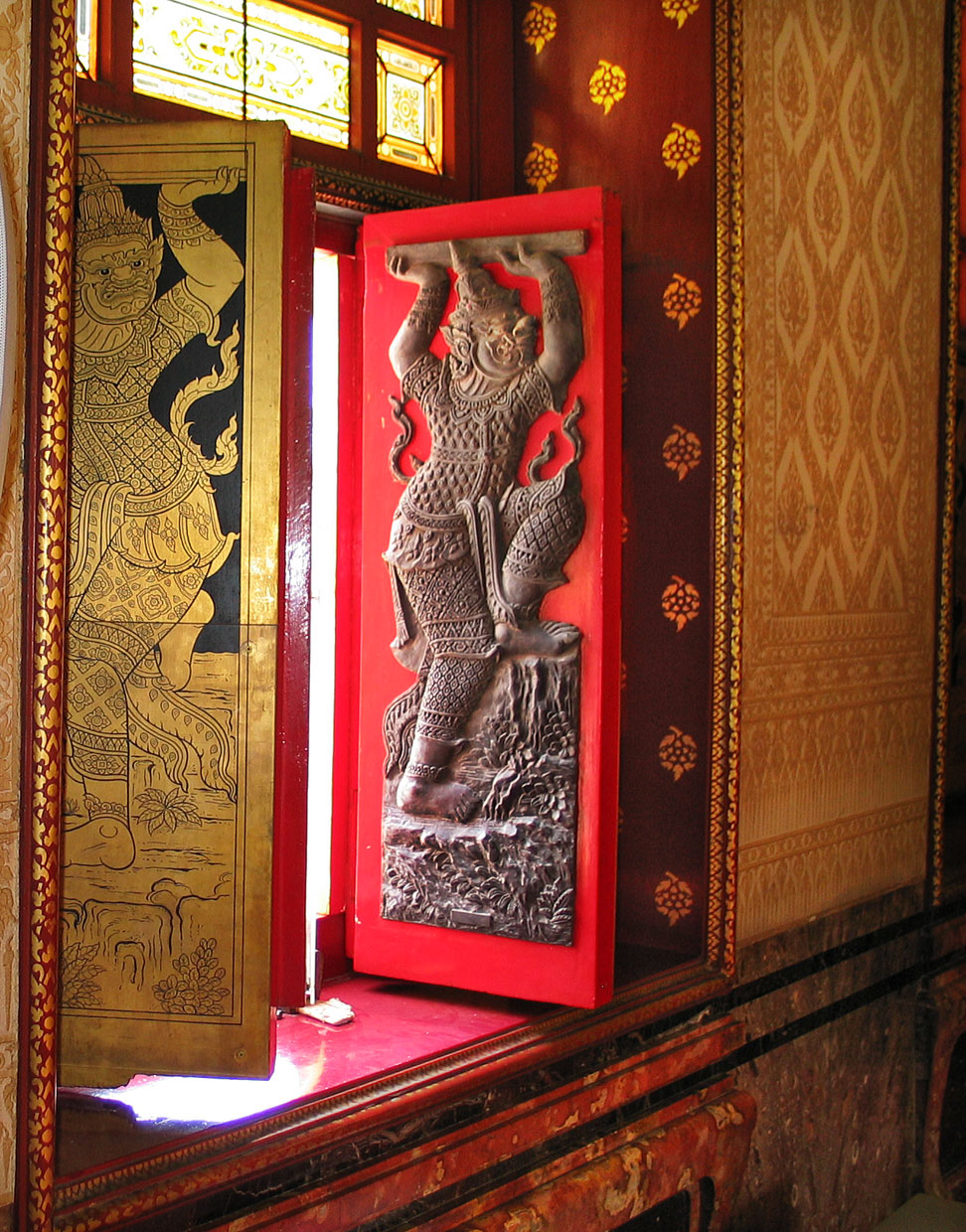
Внутрішні віконниці. Храм у Бангкоку

Внутрішні віконниці прикріплені до рам зі внутрішнього боку і відчиняються не на вулицю, а усередину. Вони теж можуть бути як суцільними, так й у вигляді жалюзі із нерухомих планок. Такі віконниці зазвичай бувають дерев'яними або металевими, але можуть бути зроблені з інших матеріалів.
Внутрішні віконниці-жалюзі можуть бути й регульовані — такі віконниці поширені в країнах з жарким кліматом — південних штатах США, ПАР, Середземномор'ї, Австралії (вони відомі як California shutters — «каліфорнійські віконниці», plantation shutters — «плантаційні віконниці»).

## Ролети
- Різновидом віконниць є ролети — складані віконниці-жалюзі, які можуть підійматися й опускатися. Іноді їх ще називають «рольвіконниці» (калька рос. рольставни), хоча їх і використовують для зачинення не тільки вікон, але й дверних або ворітних отворів.

## Ляди
У крамницях і ятках може використовуватися ляда (від нім. Lade — «скриня, шухляда») — віконниця, що відкидається назовні вниз і утворює таким чином прилавок.

## Галерея

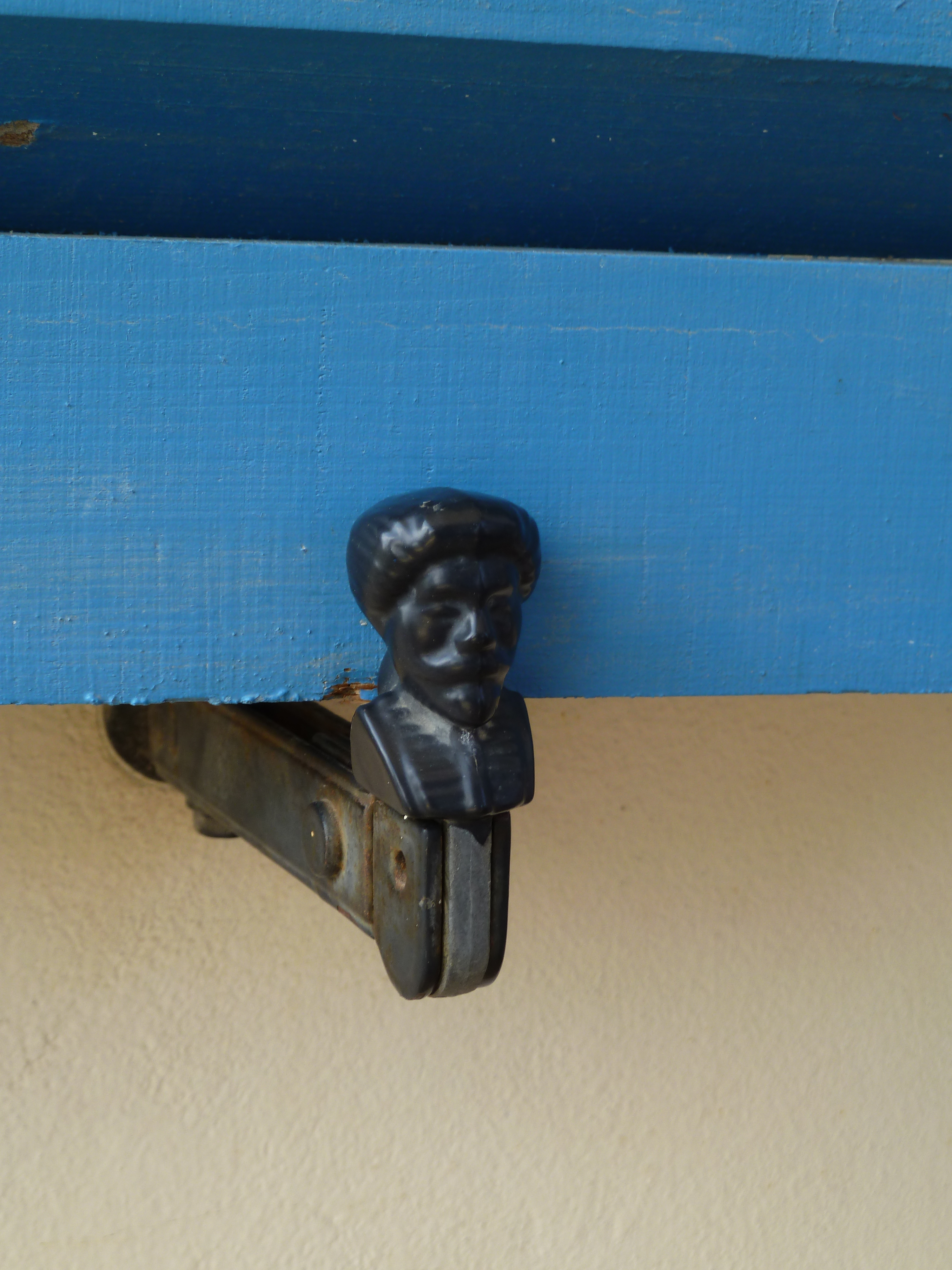
Фіксатор відкритої віконниці у вигляді голови турка
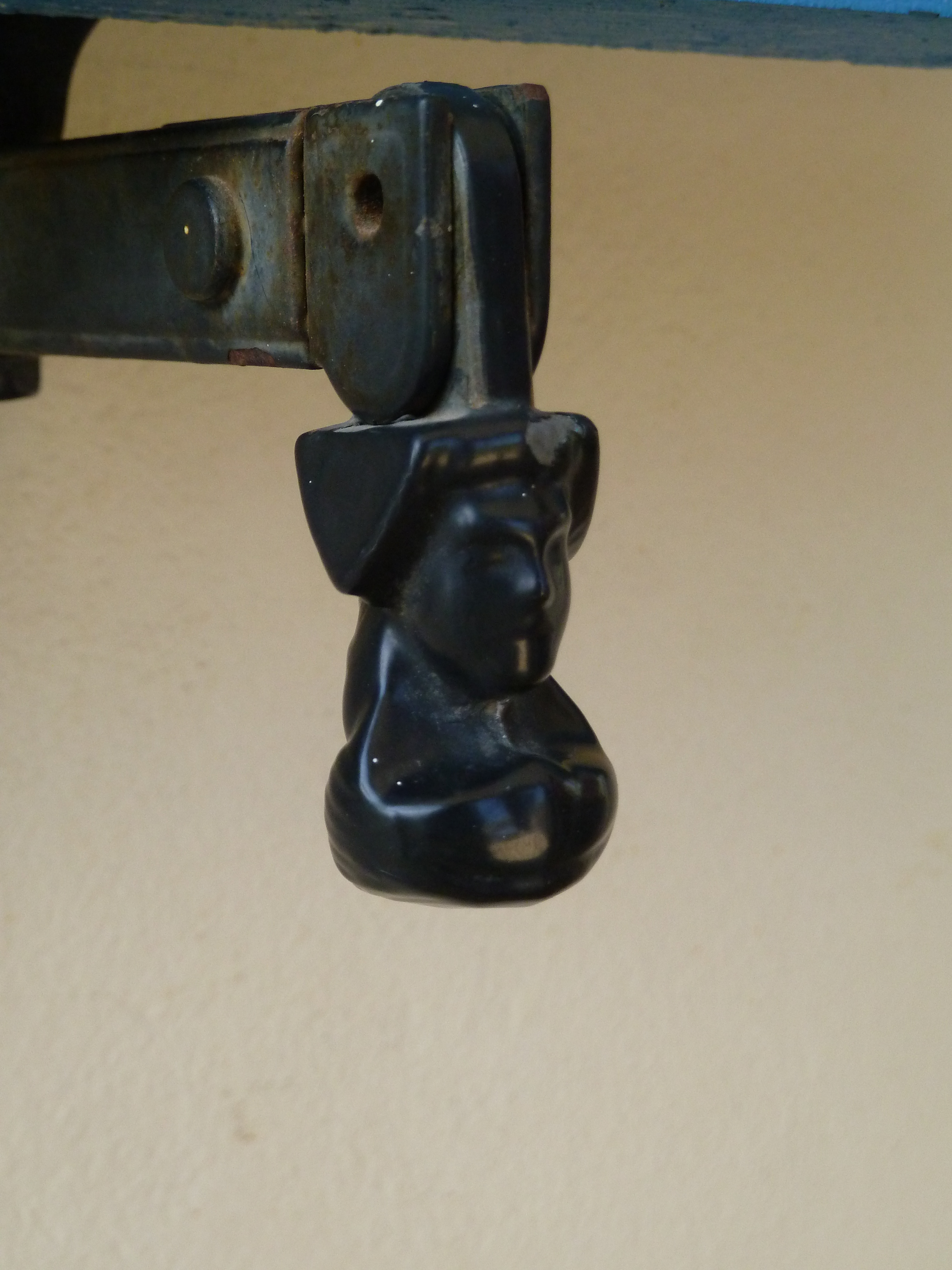
Фіксатор відкритої віконниці типу «венеціанська пані»
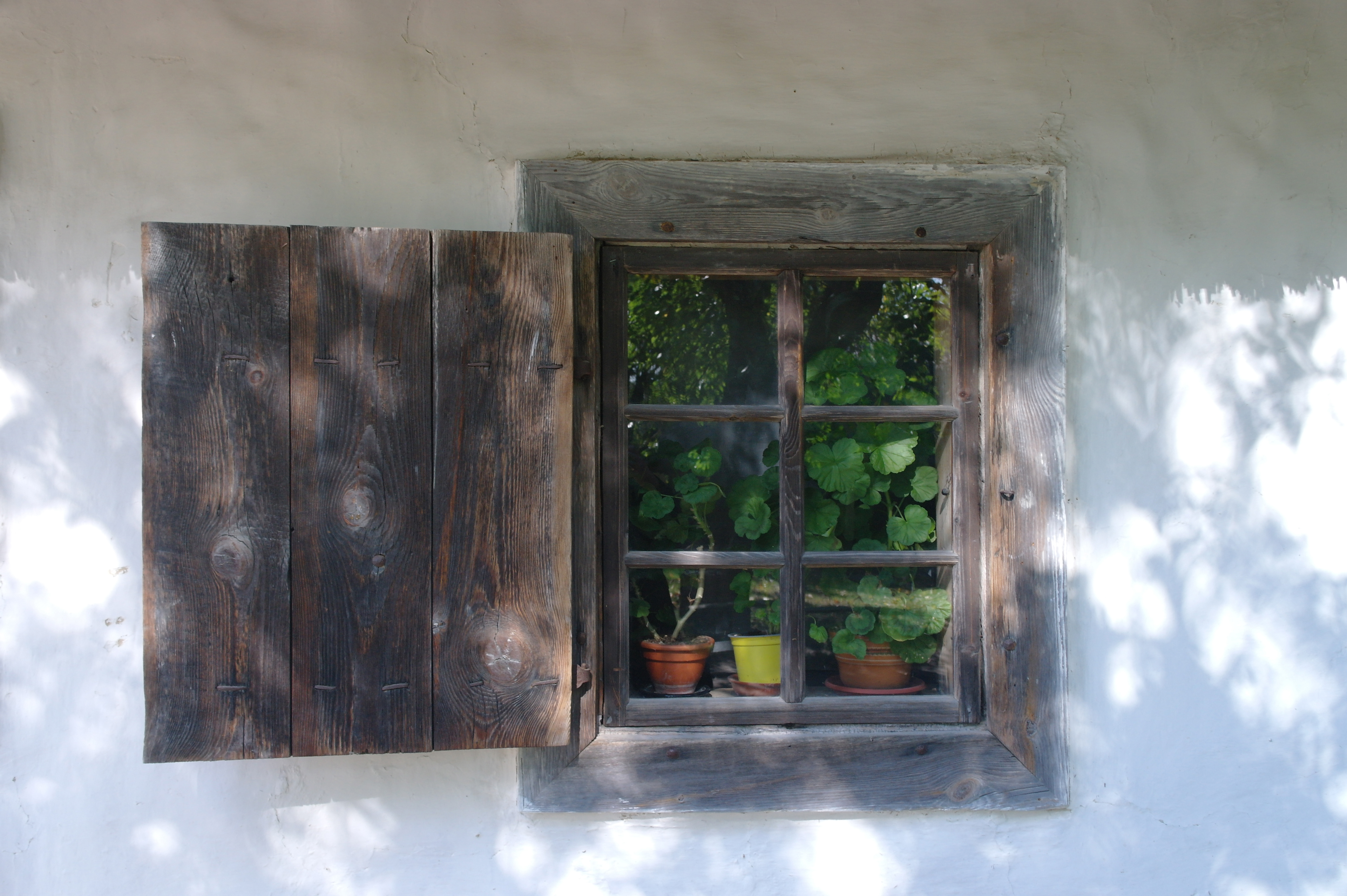
Одностулкова віконниця української хати. Музей у Пирогові
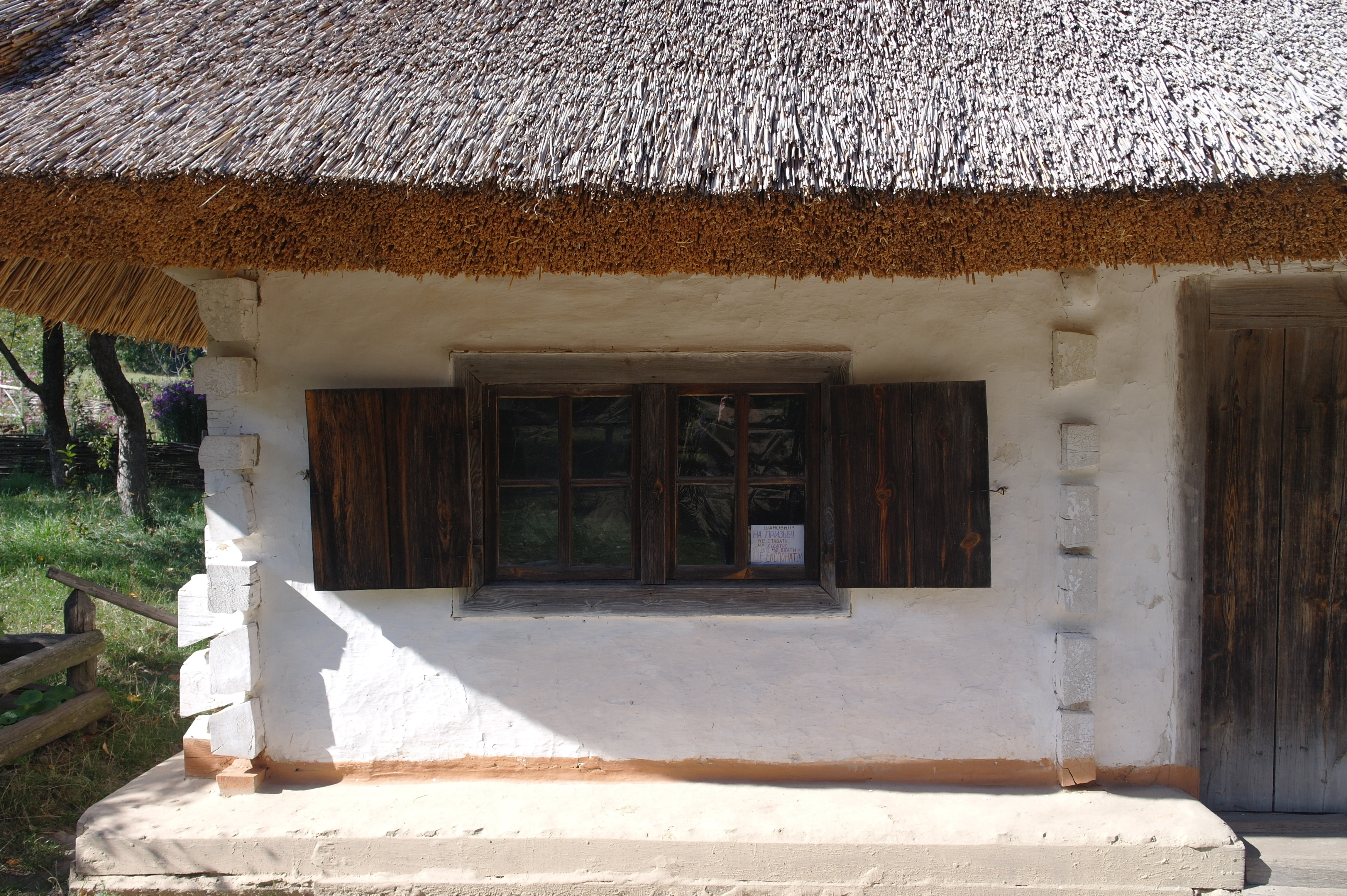
Двостулкова віконниця. Музей у Пирогові
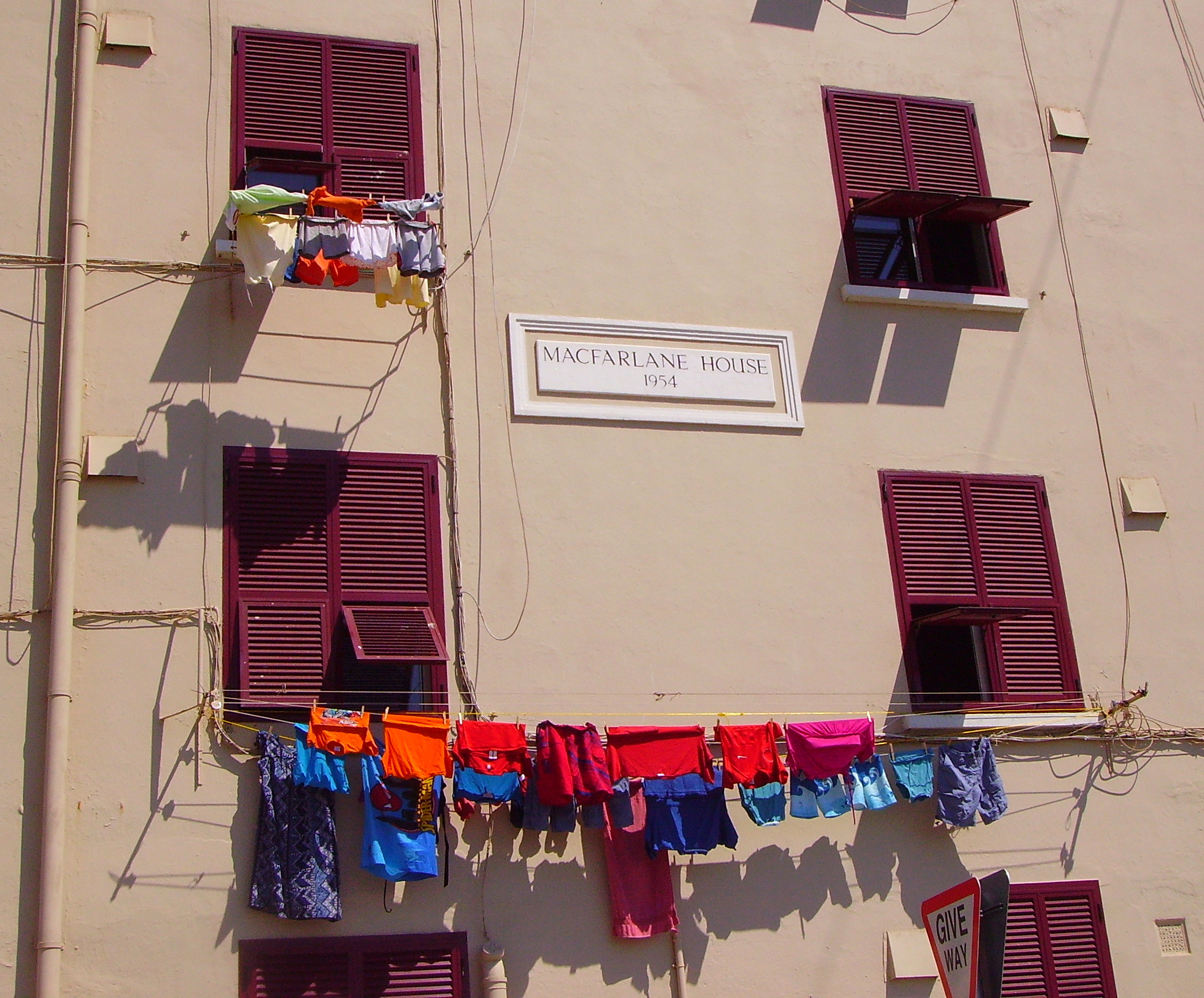
Будинок у Гібралтарі